# ميلوش هرستيتش
ميلوش هرستيتش (بالكرواتية: Miloš Hrstić)‏ مواليد 20 نوفمبر 1955 في جمهورية يوغوسلافيا الاشتراكية الاتحادية، هو لاعب كرة قدم كرواتي دولي سابق كان يلعب كمدافع. اعتزل اللعب عام 1988. سبق له أن لعب في كأس العالم لكرة القدم مع منتخب بلاده. بدأ مسيرته الرياضية عام 1975. لعب خلال مسيرته 491 مباراة سجل خلالها 10 أهداف.

## المسيرة الاحترافية

### أندية لعب لها
- نادي رييكا
- ديبورتيفو لاكورونيا

## روابط خارجية
- ميلوش هرستيتش على موقع الاتحاد الدولي (مؤرشف)  (الإنجليزية)
- ميلوش هرستيتش على موقع قاعدة بيانات كرة القدم.إي يو (الإنجليزية)
- ميلوش هرستيتش على موقع ناشيونال فوتبول تيمز (الإنجليزية)
- ميلوش هرستيتش على موقع عالم كرة القدم.نت (الإنجليزية)
- ميلوش هرستيتش على موقع اللجنة الأولمبية الدولية (الإنجليزية)
- ميلوش هرستيتش على موقع أوليمبيديا (الإنجليزية)